# Municipio de Jackson (condado de Boone, Arkansas)
El municipio de Jackson (en inglés: Jackson Township) es un municipio ubicado en el condado de Boone en el estado estadounidense de Arkansas. En el año 2010 tenía una población de 1340 habitantes y una densidad poblacional de 23,79 personas por km².

## Geografía
El municipio de Jackson se encuentra ubicado en las coordenadas 36°18′19″N 93°11′24″O / 36.30528, -93.19000. Según la Oficina del Censo de los Estados Unidos, el municipio tiene una superficie total de 56.32 km², de la cual 56,3 km² corresponden a tierra firme y (0,03 %) 0,02 km² es agua.

## Demografía
Según el censo de 2010, había 1340 personas residiendo en el municipio de Jackson. La densidad de población era de 23,79 hab./km². De los 1340 habitantes, el municipio de Jackson estaba compuesto por el 97,54 % blancos, el 0,07 % eran afroamericanos, el 0,15 % eran amerindios, el 0,67 % eran asiáticos, el 0,3 % eran de otras razas y el 1,27 % eran de una mezcla de razas. Del total de la población el 1,04 % eran hispanos o latinos de cualquier raza.